# Makeba
«Makeba» — пісня французької співачки і авторки пісень Jain, випущена 22 червня 2015 року з її дебютного студійного альбому Zanaka (2015). Пісню написала вона сама, а спродюсував її давній колега Максим Нуччі. «Makeba» посіла сьоме місце у французькому чарті синглів в 2017 році.
Пісню присвячено відомій південноафриканській співачці та громадській діячці Міріам Макеба.
У червні 2023 року «Makeba» знову стала популярною завдяки вірусності у TikTok. Безтурботна пісня почала асоціюватись з гарним настроєм та насолодою від життя. Слово «макеба» стали використовувати, щоб розповісти, що їм приносить щастя і задоволення.

## Історія
Jain (справжнє ім'я Жанна Луїза Галіс) будучи підлітком чотири роки прожила в Конго. Африканські танцювальні мотиви вплинули на майбутній стиль співачки і стали натхненням для створення композиції «Makeba».
Пісня увійшла до дебютного альбому співачки Zanaka, який вийшов 6 листопада 2015 року. Альбом, назва якого з малагасійської перекладається як «дитина», виконавиця присвятила своїй матері — наполовину малагасійці. Альбом мав шалений успіх — до лютого 2017 року продано понад 240 000 екземплярів, до квітня 2017 року альбом знаходився в французьких чартах впродовж 73 тижнів, досягнувши 5 сходинки. Альбом також потрапив до чартів Бельгії, Швейцарії, Іспанії та Італії.

## Відеокліп
30 листопада 2016 року музичний кліп на сингл «Makeba» був опублікований на офіційному каналі Jain на YouTube. У 2018 році відео було номіноване на «Найкраще музичне відео» на 60 -й щорічній премії «Греммі». У відеокліпі африканці із запалом танцюють, а вокалістка переміщується між локаціями в Африці і багато разів звертається до Міріам Макеба в приспіві.

## Чарти

### Тижневі чарти
| Чарт (2017)                         | Найвища позиція |
| ----------------------------------- | --------------- |
| Бельгія (Ultratop Wallonia)         | 27              |
| Франція (SNEP)                      | 7               |
| Шотландія (Official Charts Company) | 74              |

| Чарт (2023)                          | Найвища позиція |
| ------------------------------------ | --------------- |
| Австрія (Ö3 Austria Top 75)          | 36              |
| Чехія (Singles Digitál Top 100)      | 31              |
| Global 200 (Billboard)               | 173             |
| Латвія (LAIPA)                       | 7               |
| Литва (AGATA)                        | 8               |
| Нідерланди (Single Tip)              | 26              |
| Словаччина (Singles Digitál Top 100) | 20              |
| Швейцарія (Media Control AG)         | 54              |

### Чарти за рік
| Чарт (2016)   | Позиція |
| ------------- | ------- |
| France (SNEP) | 93      |

| Чарт (2017)   | Позиція |
| ------------- | ------- |
| France (SNEP) | 161     |